# Pardo (Familienname)
Pardo ist ein spanischer Familienname.

## Namensträger
- Alejandro Daniel Pardo (* 1978), argentinischer römisch-katholischer Geistlicher, Weihbischof in Buenos Aires
- Andrés Pardo Tovar (1911–1972), kolumbianischer Soziologe, Musikethnologe und Folklorist
- Ángel Pardo (1924–1995), spanischer Comicautor
- Antonio José Pardo Andretta (* 1970), venezolanischer Skirennläufer
- Arturo Vidal (Arturo Erasmo Vidal Pardo; * 1987), chilenischer Fußballspieler
- Arvid Pardo (1914–1999), maltesischer Diplomat
- Atanasio Pardo (1900–1994), chilenischer Fußballspieler
- Benito Pardo, spanisch-mexikanischer Fußballspieler
- Bernard Pardo (* 1960), französischer Fußballspieler
- Bob Pardo (1934–2023), US-amerikanischer Kampfpilot
- Carlos Pardo (1975–2009), mexikanischer Automobilrennfahrer
- David ben Jakob Pardo (1719–1792), italienischer Gelehrter
- Don Pardo (1918–2014), US-amerikanischer Moderator
- Emilia Pardo Bazán (1851–1921), spanische Schriftstellerin
- Felipe Pardo (* 1990), kolumbianischer Fußballspieler
- Francesc Pardo i Artigas (1946–2022), spanischer Geistlicher, Bischof von Girona
- Gennaro Pardo (1865–1927), italienischer Maler
- Guilherme Pardo (* 1981), brasilianischer Badmintonspieler
- Herbert Pardo (1887–1974), deutscher Politiker (SPD) und jüdischer Funktionär
- Isaac Díaz Pardo (1920–2012), spanischer Keramiker, Maler und Schriftsteller
- Iván Pardo (* 1995), chilenischer Fußballspieler
- J. D. Pardo (* 1980), US-amerikanischer Schauspieler
- Joaquín Pardo (1946–2020), kolumbianischer Fußballspieler
- Jorge Pardo (Musiker) (* 1956), spanischer Musiker
- Jorge Pardo (Künstler) (* 1963), kubanisch-amerikanischer Künstler
- José Pardo y Barreda (1864–1947), peruanischer Politiker
- José Pardo Llada (1923–2009), kubanisch-kolumbianischer Journalist, Politiker und Diplomat
- José Pardo Sastrón (auch José Pardo y Sastrón; 1822–1909), spanischer Botaniker
- Juan Pardo (Entdecker), spanischer Entdecker und Konquistador
- Juan Pardo (Sänger) (* 1942), spanischer Singer-Songwriter
- Juan Pardo (Pokerspieler) (Juan Pardo Domínguez; * 1993), spanischer Pokerspieler
- Juan Pardo de Tavera (1472–1545), spanischer Geistlicher, Kardinal und Erzbischof von Toledo
- Justo Gil Pardo (1910–1936), spanischer Oblate der Makellosen Jungfrau Maria und Märtyrer
- Laurent Pardo (* 1958), französischer Rugby-Union-Spieler
- Luis Pardo (1882–1935), chilenischer Kapitän
- Luis Aníbal Rodríguez Pardo (1915–2004), bolivianischer Geistlicher, Erzbischof von Santa Cruz de la Sierra
- Luis G. Pardo (1867–1931), mexikanischer Diplomat
- Manuel Pardo (1834–1878), peruanischer Politiker
- Mario Pardo (* 1944), spanischer Schauspieler
- Matias Fernandez-Pardo (* 2005), belgisch-spanischer Fußballspieler
- Mercedes Pardo (Schauspielerin) (1888–1943), spanische Theaterschauspielerin
- Mercedes Pardo (Malerin) (1921–2005), venezolanische Malerin
- Nidia Pardo (* 1984), venezolanische Gewichtheberin
- Orlando Luis Pardo (* 1971), kubanischer Autor, Blogger und Fotojournalist
- Pável Pardo (* 1976), mexikanischer Fußballspieler
- Rafael Fuster Pardo (* 1951), katalanischer Filmemacher
- Rob Pardo (* 1971), US-amerikanischer Spieleentwickler
- Rubén Pardo (* 1992), spanischer Fußballspieler
- Salvador Pardo Bolland, mexikanischer Diplomat
- Sebastián Pardo (* 1982), chilenischer Fußballspieler
- Sergio Contreras Pardo (* 1983), spanischer Fußballspieler, siehe Koke (Fußballspieler, 1983)
- Sharon Pardo (* 1971), israelischer Politikwissenschaftler und Völkerrechtler
- Soli Pardo (1955–2012), Schweizer Politiker
- Tamir Pardo (* 1953), israelischer Offizier und Geheimdienstmitarbeiter
- Urko Pardo (* 1983), spanisch-belgischer Fußballtorwart